# 9424 Hiroshinishiyama
9424 Hiroshinishiyama è un asteroide della fascia principale. Scoperto nel 1996, presenta un'orbita caratterizzata da un semiasse maggiore pari a 2,3948977 UA e da un'eccentricità di 0,1744124, inclinata di 2,44923° rispetto all'eclittica.